# Ширна (комуна)
Ширна (рум. Șirna) — комуна у повіті Прахова в Румунії. До складу комуни входять такі села (дані про населення за 2002 рік):
- Бретешть (604 особи)
- Варніца (966 осіб)
- Кочана (22 особи)
- Терічень (2122 особи)
- Хебуд (894 особи)
- Ширна (814 осіб) — адміністративний центр комуни

Комуна розташована на відстані 41 км на північ від Бухареста, 16 км на південь від Плоєшті, 98 км на південь від Брашова.

## Населення
За даними перепису населення 2002 року у комуні проживали 5422 особи. Усі жителі комуни рідною мовою назвали румунську.
Національний склад населення комуни:
| Національність | Кількість осіб | Відсоток |
| -------------- | -------------- | -------- |
| румуни         | 5412           | 99,8%    |
| цигани         | 10             | 0,2%     |

Склад населення комуни за віросповіданням:
| Релігія        | Кількість осіб | Відсоток |
| -------------- | -------------- | -------- |
| православні    | 5051           | 93,2%    |
| бретрени       | 168            | 3,1%     |
| п'ятдесятники  | 145            | 2,7%     |
| лютерани       | 30             | 0,6%     |
| адвентисти     | 25             | 0,5%     |
| греко-католики | 1              | < 0,1%   |